# 德國州旗

德國各州旗幟填色地圖

德国各联邦州都有自己的州旗，大部分州旗亦分为民用旗（Landesflagge）和政府旗（Dienstflagge），后者往往在州旗上面增加州徽图案，并在該州的議會、政府专用車輛、船舶以及高級官員出行時使用。

## 州旗 （）

巴登-符腾堡州旗
巴伐利亞州旗（條狀變體）
巴伐利亞州旗（菱形變體）
柏林市旗
布蘭登堡州旗
不來梅市旗
漢堡市旗
黑森州旗
下薩克森州旗
梅克伦堡-前波美拉尼亚州旗
北萊茵-威斯特法倫州旗
莱因兰-普法尔茨州旗
薩爾蘭州旗
薩克森州旗
薩克森-安哈爾特州旗
石勒蘇益格-荷爾斯泰因州旗
圖林根州旗

## 政府旗（）

巴登-符騰堡下州政府旗
巴登-符騰堡上州政府旗
不來梅市政府旗
不來梅市議會旗
漢堡市議會旗
漢堡市政府船旗
黑森州政府旗
下薩克森州政府旗
梅克伦堡-前波美拉尼亚州政府旗
北萊茵-威斯特法倫州政府旗
薩克森州政府旗
石勒蘇益格-荷爾斯泰因州政府旗
圖林根州政府旗